# فيليب كار فالنتين
فيليب كار فالنتين (21 أغسطس 2021 9 سبتمبر 1959) ممثل أمريكي، منتج تلفزيوني ومخرج.

## روابط خارجية
- الموقع الرسمي لفيل فالنتاين[وصلة مكسورة]
- فيليب كار فالنتين في قاعدة بيانات الأفلام على الإنترنت
- مرات الظهور على سي-سبان